# Herb Cohen
Herb Cohen (* 1933 in New York; † 16. März 2010 in Napa, Kalifornien) war ein Künstlermanager und Geschäftsmann.

## Leben
Cohen betreute von Mitte der 1950er- bis in die 1970er-Jahre zahlreiche Musiker, vor allem im Großraum von Los Angeles, unter anderem Pete Seeger, Screamin’ Jay Hawkins, Alice Cooper, George Duke, Tim Buckley, Lenny Bruce, Tom Waits und Linda Ronstadt. Ebenso betrieb er mehrere Konzertclubs, darunter The Unicorn in Los Angeles.
Am bekanntesten ist seine Arbeit als Manager von Frank Zappa und dessen Band The Mothers of Invention, der er ab 1965 erste Auftritte sowie ihren ersten Plattenvertrag verschaffte. Mit Zappa gründete er die Plattenlabels Bizarre Records, Straight Records und DiscReet Records. 1976 trennten er und Zappa sich nach zehnjähriger Zusammenarbeit.